# Вечори на хуторі біля Диканьки
«Вечори на хуторі біля Диканьки» (рос. Вечера на хуторе близ Диканьки) — перша книга Миколи Гоголя (окрім поеми «Ганц Кюхельгартен», надрукованої під псевдонімом).
Складається з двох томів. Перший вийшов 1831 року, другий — 1832. Розповіді «Вечорів» Гоголь писав у 1829—1832 роках. За сюжетом, — розповіді книги нібито зібрав і видав «пасічник Рудий Панько».
Значна кількість українізмів була включена автором у цикл «Вечори на хуторі біля Диканьки» (наприкінці автор наводить словник українізмів). У повісті «Сорочинський ярмарок» кожен розділ, написаний російською, випереджає епіграф українською.

## Зміст збірки
- Перша книга

1. Сорочинський ярмарок
2. Вечір проти Івана Купала
3. Майська ніч, або Потопельниця
4. Запропаща грамота

- Друга книга

1. Ніч перед Різдвом
2. Страшна помста
3. Іван Федорович Шпонька та його тітонька
4. Зачароване місце

## Структура твору
Дія твору вільно переноситься з XIX століття («Сорочинський ярмарок») у XVII («Вечір напередодні Івана Купала»), а потім у XVIII («Травнева ніч, або Утоплена», «Пропала грамота», «Ніч перед Різдвом») і знову в XVII («Страшна помста»), і знову в XIX («Іван Федорович Шпонька і його тітонька»). Поєднують обидві книги розповіді діда дяка Хоми Григоровича — відчайдушного запорожця, який своїм життям ніби поєднує минуле і сьогодення, бувальщину і небилицю. Плин часу не розривається на сторінках твору, перебуваючи у своєрідній духовній та історичній неподільності.

## Переклади українською
- Гоголь Микола. Вечорниці на хуторі біля Диканьки: пер. з рос. і передм. Юрія Винничука; післям. Ростислава Чопика. — Львів: Видавництво Terra Incognita, 2019. — 368 с. — ISBN 978-617-7646-24-1.

По одному оповіданню зі збірки переклали Леся Українка («Запропаща грамота») та Михайло Обачний («Зачароване місце»)..
Вперше опубліковано у  виданні:
- Вечерниці (Оповідання М. Гоголя). Переклад Михайла Обачного й Лесі Українки. Під редакцією Олени Пчілки. Заходом М. Ткаченка [М. Павлика]. Львів, 1885. 40 с. (pdf)

Окремі оповідання перекладали також М. Рильський («Майська ніч, або Потопельниця», «Ніч перед Різдвом»), М. Зеров («Іван Федорович Шпонька та його тітонька»), А. Харченко, А. Хуторян («Сорочинський ярмарок»), І. Сенченко («Вечір проти Івана Купала», «Страшна помста»), Д. Мордовець, Д. Ревуцький, І. Базилянська («Вечір проти Івана Купала»), С. Васильченко («Пропала грамота», «Зачароване місце»), В. Держирука («Ніч перед Різдвом»), К. Климкович.
- Вечори на хуторі біля Диканьки (Переклади А. Хуторяна, І. Сенченка, М. Рильського, С. Васильченка, Остапа Вишні) // Микола Гоголь. Зібрання творів у семи томах. Т. 1: Вечори на хуторі біля Диканьки / голова ред. кол. М. Г. Жулинський; упоряд. П. В. Михед; НАН України, Інститут літератури ім. Т. Г. Шевченка. — К.: Наукова думка, 2008. — С. 33—214. — ISBN 978-966-00-0895-3 (т. 1)